# UFC 255
UFC 255: Figueiredo vs. Perez foi um evento de MMA produzido pelo Ultimate Fighting Championship no dia 21 de novembro de 2020, no UFC Apex, em Las Vegas, Nevada.

## Background
Uma luta pelo cinturão peso mosca do UFC entre o campeão  Deiveson Figueiredo e o ex-campeão peso galo do UFC Cody Garbrandt era esperada para servir como luta principal da noite. Entretanto em 2 de outubro, foi anunciado que garbrandt teve que se retirar da luta e foi substituído por Alex Perez.
Uma luta pelo cinturão peso mosca feminino do UFC entre  Valentina Shevchenko e Jennifer Maia é esperada para servir como luta principal da noite.
Uma luta no peso meio médio entre Robbie Lawler e Mike Perry era esperada para ocorrer neste evento. Entretanto, Lawler teve que se retirar da luta. Ele foi substituído por Tim Means.
Uma luta nos meio-médios entre Orion Cosce s Nicolas Dalby era esperada para ocorrer neste evento. Entretanto em 12 de
novembro, Cosce teve que se retirar da luta e foi sibssubstituído por Daniel Rodriguez.

## Resultados
Nota 1 Pelo Cinturão Peso Mosca do UFC. 

Nota 2 Pelo Cinturão Peso Mosca Feminino do UFC.

## Bônus da Noite
Os lutadores receberam US$50.000 de bônus:
- Luta da Noite:  Sasha Palatnikov vs.  Louis Cosce
- Performance da Noite:  Joaquin Buckley e  Antonina Shevchenko